# Liste des cancérogènes du groupe 2B du CIRC
La liste des cancérogènes du groupe 2B du CIRC référence les agents classés comme peut-être cancérogènes, parfois appelés cancérogènes possibles, pour l’Homme par le Centre international de recherche sur le cancer (CIRC).
Le classement des cancérogènes par groupe du CIRC ne reflète pas le niveau de risque, mais le degré de certitude quant à l'effet cancérigène d'une substance. Cela ne reflète donc pas la probabilité de causer un cancer compte tenu du niveau d'exposition à cet agent cancérigène mais indique le degré de certitude de la capacité à provoquer un cancer d'un agent peu importe le niveau de risque encouru.

## Classification par le CIRC
Le CIRC classe les agents, mélanges et expositions en 4 autres catégories :
- Catégorie 1: cancérogène certains pour l'homme.
- Catégorie 2A : cancérogène probable pour l'homme.
- Catégorie 2B : cancérogène possible pour l'homme.
- Catégorie 3 : inclassable quant à sa cancérogénicité pour l'homme.
- Catégorie 4 : probablement non cancérogène pour l'homme. Seul le caprolactame a déjà été classé dans cette catégorie, avant d'être reclassé dans la catégorie 3 en 2019[3].

## Critères d'inclusion dans le groupe
| Indications de cancérogénicité chez l’homme | chez l’animal                                          |
| ------------------------------------------- | ------------------------------------------------------ |
| Limitées.                                   | Insuffisantes.                                         |
| ou bien                                     |                                                        |
| Insuffisantes.                              | Suffisantes.                                           |
| ou bien                                     |                                                        |
| Insuffisantes.                              | Limitées corroborées par d'autres données pertinentes. |

## Agents

### Substances
| Nom | CAS                                    | EINECS                        |
| --- | -------------------------------------- | ----------------------------- |
| A-a-C (Amino-2 9H-pyrido[2,3-b]indole) | 26148-68-5                             |                               |
| Acétaldéhyde | 75-07-0                                | 200-836-8                     |
| Aspartame |                                        |                               |
| Acétamide | 60-35-5                                | 200-473-5                     |
| Acétate de médroxyprogestérone | 71-58-9                                | 200-757-9                     |
| Acétate de méthylazoxyméthanol | 592-62-1                               | 209-765-7                     |
| Acétate de vinyle | 108-05-4                               | 203-545-4                     |
| Acide caféique | 331-39-5                               | 206-361-2                     |
| Acide chlorendique | 115-28-6                               | 204-078-9                     |
| Acide 2,4-dichlorophénoxyacétique | 94-75-7                                | 202-361-1                     |
| Acide dichloroacétique | 79-43-6                                | 201-207-0                     |
| Acide nitrilotriacétique | 139-13-9                               | 205-355-7                     |
| Acrylate d'éthyle | 140-88-5                               | 205-438-8                     |
| Acrylonitrile | 107-13-1                               | 203-466-5                     |
| AF-2 [(Furyl-2)-2 (nitro-5 furyl-2)-3 acrylamide] | 3688-53-7                              |                               |
| Aflatoxine M1 | 6795-23-9                              | 229-865-4                     |
| para-Aminoazobenzène | 60-09-3                                | 200-453-6                     |
| ortho-Aminoazotoluène | 97-56-3                                | 202-591-2                     |
| Amino-2 (nitro-5 furyl-2)-5 thiadiazole-1,3,4 | 712-68-5                               | 211-925-6                     |
| Amsacrine | 51264-14-3                             | 257-094-3                     |
| ortho-Anisidine | 90-04-0                                | 201-963-1                     |
| Aramite | 140-57-8                               |                               |
| Auramine (qualité technique) | 492-80-8                               | 207-762-5                     |
| Azasérine | 115-02-6                               | 204-061-6                     |
| Aziridine | 151-56-4                               | 205-793-9                     |
| Base de Michler (4,4'-méthylènebis(N,N-diméthylaniline)) | 101-61-1                               | 202-959-2                     |
| Benz[j]acéanthrylène | 202-33-5                               |                               |
| Benz[a]anthracène | 56-55-3                                | 200-280-6                     |
| Benzo[b]fluoranthène | 205-99-2                               | 205-911-9                     |
| Benzo[j]fluoranthène | 205-82-3                               | 205-910-3                     |
| Benzo[k]fluoranthène | 207-08-9                               | 205-916-6                     |
| Benzofurane | 271-89-6                               | 205-982-6                     |
| Benzo[c]phénanthrène | 195-19-7                               | 205-896-9                     |
| 2,2-Bis(bromométhyl)propane-1,3-diol | 3296-90-0                              | 221-967-7                     |
| Bléomycines | 11056-06-7                             |                               |
| Bleu direct CI-15 | 2429-74-5                              | 219-385-3                     |
| Bleu dispersé 1 | 2475-45-8                              | 219-603-7                     |
| Bleu HC 1 | 2784-94-3                              | 220-495-9                     |
| Bleu Trypan | 72-57-1                                | 200-786-7                     |
| Bromate de potassium | 7758-01-2                              | 231-829-8                     |
| Bromodichlorométhane | 75-27-4                                | 200-856-7                     |
| Butylhydroxyanisole (BHA) | 25013-16-5                             | 246-563-8                     |
| β-butyrolactone | 3068-88-0                              | 221-330-3                     |
| Catéchol | 120-80-9                               | 204-427-5                     |
| Cétone de Michler (4,4'-bis(dimethylamino)benzophenone) | 90-94-8                                | 202-027-5                     |
| Champs magnétiques (à fréquences extrêmement basses) |                                        |                               |
| Champs de radiofréquences électromagnétiques (2011) - téléphone portable, station de base (antenne relais), téléphone sans fil (DECT), Wi-Fi |                                        |                               |
| Chlordane | 57-74-9                                | 200-349-0                     |
| Chlordécone (Képone) | 143-50-0                               | 205-601-3                     |
| Chlorhydrate de phénazopyridine | 136-40-3                               | 205-243-8                     |
| Chlorhydrate de phénoxybenzamine | 63-92-3                                | 200-569-7                     |
| para-Chloroaniline | 106-47-8                               | 203-401-0                     |
| 3-Chloro-4-(dichlorométhyl)-5-hydroxy-2(5H)-furanone | 77439-76-0                             |                               |
| Chloroforme | 67-66-3                                | 200-663-8                     |
| 1-Chlorométhylprop-2-ène | 513-37-1                               | 208-158-4                     |
| Chloro-4 ortho-phénylènediamine | 95-83-0                                | 202-456-8                     |
| Chloroprène | 126-99-8                               | 204-818-0                     |
| Chlorothalonil | 1897-45-6                              | 217-588-1                     |
| Chrysène | 218-01-9                               | 205-923-4                     |
| Cobalt | 7440-48-4                              | 231-158-0                     |
| Complexe fer-dextrane | 9004-66-4                              |                               |
| Composés du méthylmercure |                                        |                               |
| Contraceptifs, uniquement progestatifs |                                        |                               |
| Corps étrangers : Voir Implants chirurgicaux et autres corps étrangers |                                        |                               |
| para-Crésidine | 120-71-8                               | 204-419-1                     |
| Cycasine | 14901-08-7                             |                               |
| Dacarbazine | 4342-03-4                              | 224-396-1                     |
| Dantrone (Chrysazine; dihydroxy-1,8 anthraquinone) | 117-10-2                               | 204-173-5                     |
| Daunomycine | 20830-81-3                             | 244-069-7                     |
| N,N'-diacétylbenzidine | 613-35-4                               | 210-338-2                     |
| 2,4-diaminoanisole | 615-05-4                               | 210-406-1                     |
| 4,4'-diaminodiphényléther | 101-80-4                               | 202-977-0                     |
| 2,4-diaminotoluène | 95-80-7                                | 202-453-1                     |
| Dibenzo[a,h]acridine | 226-36-8                               |                               |
| Dibenzo[a,j]acridine | 224-42-0                               |                               |
| 7H-Dibenzo[c,g]carbazole | 194-59-2                               | 205-895-3                     |
| Dibenzo[a,h]pyrène | 189-64-0                               | 205-878-0                     |
| Dibenzo[a,i]pyrène | 189-55-9                               | 205-877-5                     |
| 1,2-dibromo-3-chloropropane | 96-12-8                                | 202-479-3                     |
| 2,3-dibromopropan-1-ol | 96-13-9                                | 202-480-9                     |
| para-Dichlorobenzène | 106-46-7                               | 203-400-5                     |
| 3,3'-dichlorobenzidine | 91-94-1                                | 202-109-0                     |
| 3,3'-dichlorodiamino-4,4'-diphényléther | 28434-86-8                             |                               |
| 1,2-dichloroéthane | 107-06-2                               | 203-458-1                     |
| Dichlorométhane (chlorure de méthylène) | 75-09-2                                | 200-838-9                     |
| 1,3-dichloropropène (qualité technique) | 542-75-6                               | 208-826-5                     |
| Dichlorvos | 62-73-7                                | 200-547-7                     |
| Diépoxyde de vinyl-4 cyclohexène-1 | 106-87-6                               | 203-437-7                     |
| 1,2-diéthylhydrazine | 1615-80-1                              | 216-567-4                     |
| Dihydrosafrol | 94-58-6                                | 202-344-9                     |
| Diisocyanate de toluène | 26471-62-5                             | 247-722-4                     |
| 3,3'-diméthoxybenzidine (ortho-dianisidine) | 119-90-4                               | 204-355-4                     |
| para-diméthylaminoazobenzène | 60-11-7                                | 200-455-7                     |
| trans-[(diméthylamino)méthylimino]-2 [(nitro-5 furyl-2)-2 vinyl]-5 oxadiazole-1,3,4 | 25962-77-0                             |                               |
| 2,6-diméthylaniline (Xylidine-2,6) | 87-62-7                                | 201-758-7                     |
| 3,3'-diméthylbenzidine (ortho-Tolidine) | 119-93-7                               | 204-358-0                     |
| 1,1-diméthylhydrazine | 57-14-7                                | 200-316-0                     |
| 3,7-dinitrofluoranthène | 105735-71-5                            |                               |
| 3,9-dinitrofluoranthène | 22506-53-2                             |                               |
| 1,6-dinitropyrène | 42397-64-8                             |                               |
| 1,8-dinitropyrène | 42397-65-9                             |                               |
| 2,4-Dinitrotoluène | 121-14-2                               | 204-450-0                     |
| 2,6-Dinitrotoluène | 606-20-2                               | 210-106-0                     |
| 1,4-Dioxane | 123-91-1                               | 204-661-8                     |
| Dioxyde de titane | 13463-67-7                             | 236-675-5                     |
| 1,2-Époxybutane | 106-88-7                               | 203-438-2                     |
| Éther diglycidylique du résorcinol | 101-90-6                               | 202-987-5                     |
| Ether phénylglycidylique | 122-60-1                               | 204-557-2                     |
| Éthylbenzène | 100-41-4                               | 202-849-4                     |
| Fibres céramiques réfractaires |                                        |                               |
| Fibres de verre à usage particulier (telles que les fibres E et 475) |                                        |                               |
| Formyl-2 hydrazino)-2 (nitro-5 furyl-2)-4 thiazole | 3570-75-0                              |                               |
| Fougère arborescente |                                        |                               |
| Fumonisine B1 | 116355-83-0                            |                               |
| Furane | 110-00-9                               | 203-727-3                     |
| Glu-P-1 (Amino-2 méthyl-6 dipyrido[1,2-a:3',2'-d]imidazole) | 67730-11-4                             |                               |
| Glu-P-2 (Amino-2 dipyrido[1,2-a:3',2'-d]imidazole) | 67730-10-3                             |                               |
| Glycidaldéhyde | 765-34-4                               | 212-143-8                     |
| Griséofulvine | 126-07-8                               | 204-767-4                     |
| Heptachlor | 76-44-8                                | 200-962-3                     |
| Herbicides chlorophénoxylés |                                        |                               |
| Hexachlorobenzène | 118-74-1                               | 204-273-9                     |
| Hexachlorocyclohexanes |                                        |                               |
| Hexachloroéthane | 67-72-1                                | 200-666-4                     |
| Hexaméthylphosphoramide | 680-31-9                               | 211-653-8                     |
| Hydrazine | 302-01-2                               | 206-114-9                     |
| 1-hydroxyanthraquinone | 129-43-1                               | 204-946-7                     |
| Implants chirurgicaux et autres corps étrangers - Implants polymériques préparés sous forme de fines pellicules lisses (à l’exception de polymers à base d’acide polyglycolique) - Implants métalliques préparés sous forme de fines pellicules lisses - Corps étrangers implantés faits de cobalt métallique, de nickel métallique ou de poudre d’un alliage particulier composé de 66 à 67 % de nickel, de 13 à 16 % de chrome et de 7 % de fer |                                        |                               |
| Indèno[1,2,3-cd]pyrène |                                        |                               |
| Isoprène | 78-79-5                                | 201-143-3                     |
| Lasiocarpine | 303-34-4                               |                               |
| Magenta (mélanges composés de rouge basique CI-9, méthyl fuchsine, diméthyl fuchsine, ou triméthyl fuchsine | 569-61-9 632-99-5 26261-57-4 3248-91-7 | 209-321-2 211-189-6 221-831-7 |
| MeA-a-C (amino-2 méthyl-3 9H-pyrido[2,3-b]indole) | 68006-83-7                             |                               |
| MeIQ (Amino-2 diméthyl-3,4 imidazo[4,5-f]quinoléine) | 77094-11-2                             |                               |
| MeIQx (Amino-2 diméthyl-3,8 imidazo[4,5-f]quinoxaline) | 77500-04-0                             |                               |
| Merphalan | 531-76-0                               |                               |
| Méthanesulfonate d'éthyle | 62-50-0                                | 200-536-7                     |
| 2-méthylaziridine (Propylèneimine) | 75-55-8                                | 200-878-7                     |
| 5-méthylchrysène | 3697-24-3                              |                               |
| Méthylène-4,4' bis(méthyl-2 aniline) | 838-88-0                               | 212-658-8                     |
| Méthylène-4,4' dianiline | 101-77-9                               | 202-974-4                     |
| Méthyl-2 nitro-1 anthraquinone | 0000-00-0                              | 204-932-0                     |
| N-Méthyl-N-nitroso-uréthane | 615-53-2                               | 210-432-3                     |
| Méthylthiouracile | 56-04-2                                | 200-252-3                     |
| Métronidazole | 443-48-1                               | 207-136-1                     |
| Microcystine-LR | 101043-37-2                            |                               |
| Mirex | 2385-85-5                              | 219-196-6                     |
| Mitomycine C | 50-07-7                                | 200-008-6                     |
| Mitoxantrone | 65271-80-9                             |                               |
| Monocrotaline | 315-22-0                               |                               |
| (Morpholinométhyl)-5 [(nitro-5 furfurylidène)-amino]-3 oxazolidinone-2 | 3795-88-8                              |                               |
| Moutarde à l'uracile | 66-75-1                                | 200-631-3                     |
| Nafénopine | 3771-19-5                              |                               |
| Naphtalène | 91-20-3                                | 202-049-5                     |
| Nickel (métal) | 7440-02-0                              | 231-111-4                     |
| Niridazole | 61-57-4                                | 200-512-6                     |
| 5-nitroacénaphthène | 602-87-9                               | 210-025-0                     |
| 2-nitroanisole | 91-23-6                                | 202-052-1                     |
| Nitrobenzène | 98-95-3                                | 202-716-0                     |
| 6-nitrochrysène | 7496-02-8                              |                               |
| Nitrofène (qualité technique) | 1836-75-5                              | 217-406-0                     |
| 2-Nitrofluorène | 607-57-8                               | 210-138-5                     |
| 1-[(5-Nitrofurfurylidène)amino]imidazolidin-2-one | 555-84-0                               |                               |
| N-[(Nitro-5 furyl-2)-4 thiazolyl-2]acétamide | 531-82-8                               |                               |
| Nitrométhane | 75-52-5                                | 200-876-6                     |
| 2-Nitropropane | 79-46-9                                | 201-209-1                     |
| 1-Nitropyrène | 5522-43-0                              | 226-868-2                     |
| 4-Nitropyrène | 57835-92-4                             |                               |
| N-Nitrosodi-n-butylamine | 924-16-3                               | 213-101-1                     |
| N-Nitrosodiéthanolamine | 1116-54-7                              | 214-237-4                     |
| N-Nitrosodi-n-propylamine | 621-64-7                               | 210-698-0                     |
| Nitrosométhylamino-3 propionitrile | 60153-49-3                             |                               |
| N-Nitrosométhyléthylamine | 10595-95-6                             |                               |
| N-Nitrosométhylvinylamine | 4549-40-0                              |                               |
| N-Nitrosomorpholine | 59-89-2                                |                               |
| N-Nitrosopipéridine | 100-75-4                               | 202-886-6                     |
| N-Nitrosopyrrolidine | 930-55-2                               | 213-218-8                     |
| N-Nitrososarcosine | 13256-22-9                             |                               |
| Noir de carbone | 1333-86-4                              | 215-609-9                     |
| Ochratoxine A | 303-47-9                               | 206-143-7                     |
| Orangé huileux SS | 2646-17-5                              | 220-162-8                     |
| Oxazépam | 604-75-1                               | 210-076-9                     |
| N-oxyde de moutarde azotée | 126-85-2                               |                               |
| Oxyde de propylène | 75-56-9                                | 200-879-2                     |
| Palygorskite (attapulgite), fibres longues | 12174-11-7                             |                               |
| Panfuran-S (contenant de la dihydroxyméthylfuratrizine) | 794-93-4                               |                               |
| Pentoxyde de vanadium | 1314-62-1                              | 215-239-8                     |
| Phénobarbital | 50-06-6                                | 200-007-0                     |
| Phénolphtaléine | 77-09-8                                | 201-004-7                     |
| ortho-Phénylphénate de sodium | 132-27-4                               | 205-055-6                     |
| Phénytoïne | 57-41-0                                | 200-328-6                     |
| PhIP (Amino-2 méthyl-1 phényl-6 imidazo[4,5-b]pyridine) | 105650-23-5                            |                               |
| Plomb | 7439-92-1                              | 231-100-4                     |
| Polychlorophénols et leurs sels de sodium (expositions mixtes) |                                        |                               |
| Ponceau MX | 3761-53-3                              | 223-178-3                     |
| Ponceau 3R | 3564-09-8                              | 222-638-0                     |
| Progestatifs |                                        |                               |
| Propane sultone-1,3 | 1120-71-4                              | 214-317-9                     |
| bêta-propiolactone | 57-57-8                                | 200-340-1                     |
| Propylthiouracile | 51-52-5                                | 200-103-2                     |
| Riddelliine | 23246-96-0                             |                               |
| Rouge acide CI-114 | 6459-94-5                              | 229-272-0                     |
| Rouge basique CI-9 | 569-61-9                               | 209-321-2                     |
| Rouge citrus N°2 | 6358-53-8                              | 228-778-9                     |
| Safrole | 94-59-7                                | 202-345-4                     |
| Schistosoma japonicum (infestation à) |                                        |                               |
| Stérigmatocystine | 10048-13-2                             | 233-158-6                     |
| Streptozotocine | 18883-66-4                             | 242-646-8                     |
| Styrène | 100-42-5                               | 202-851-5                     |
| Sulfallate | 95-06-7                                | 202-388-9                     |
| Sulfate de cobalt et autres sels solubles de cobalt II | 10026-24-1                             |                               |
| Sulfate de diisopropyle | 2973-10-6                              | 221-011-9                     |
| Tétrachloroisophtalonitrile (chlorothalonil) | 1897-45-6                              | 217-588-1                     |
| Tétrachlorure de carbone | 56-23-5                                | 200-262-8                     |
| Tétrafluoroéthylène | 116-14-3                               | 204-126-9                     |
| Tétranitrométhane | 509-14-8                               | 208-094-7                     |
| Thioacétamide | 62-55-5                                | 200-541-4                     |
| Thio-4,4'-dianiline | 139-65-1                               | 205-370-9                     |
| Thiouracile | 141-90-2                               | 205-508-8                     |
| Trichlorméthine (Chlorhydrate de trimustine) | 817-09-4                               | 212-442-3                     |
| Trioxyde d'antimoine | 1309-64-4                              | 215-175-0                     |
| Trp-P-1 (Amino-3 diméthyl-1,4-5H-pyrido[4,3-b]indole) | 62450-06-0                             |                               |
| Trp-P-2 (Amino-3 méthyl-1-5H-pyrido[4,3-b]indole) | 62450-07-1                             |                               |
| Vinyl-4 cyclohexène | 100-40-3                               | 202-848-9                     |
| Violet benzylé 4B | 1694-09-3                              | 216-901-9                     |
| Virus de l'immunodéficience humaine (VIH) de type 2 (infection par le) |                                        |                               |
| Virus du papillome humain (VPH) des types 6 et 11 |                                        |                               |
| Virus du papillome humain genre b (quelques types de) |                                        |                               |
| Zalcitabine | 7481-89-2                              |                               |
| Zidovudine (AZT) | 30516-87-1                             |                               |

### Mélanges
| Nom | CAS        | EINECS    |
| --- | ---------- | --------- |
| Biphényles polybromés [Firemaster BP-6] | 59536-65-1 |           |
| Extraits de bitumes, raffinés à la vapeur et raffinés à l'air | 8052-42-4  | 232-490-9 |
| Carburants diesel marins |            |           |
| Carraghénane dégradé | 9000-07-1  | 232-524-2 |
| Essence |            |           |
| Fioul résiduel (lourd) |            |           |
| Fumées de soudage |            |           |
| Gaz d'échappement des moteurs à essence |            |           |
| Légumes au vinaigre ou lacto-fermentés (condiment asiatique traditionnel) |            |           |
| Paraffines chlorées dont la longueur moyenne de la chaîne carbonée est de C12 (fait partie des PCCC ou Chloroalcanes C10-C13) et le taux moyen de chloration de 60 % environ |            |           |
| Toxaphène (camphènes polychlorés) | 8001-35-2  | 232-283-3 |
| Toxines dérivées du Fusarium moniliforme: fumonisine B1 et B2 et fusarine C                                                                                                  |            |           |

### Expositions professionnelles et autres
| Nom                                                         | CAS                  | EINECS              |
| ----------------------------------------------------------- | -------------------- | ------------------- |
| Charpenterie et menuiserie                                  |                      |                     |
| Cobalt métal en absence de carbure de tungstène             | 7440-48-4 12070-12-1 | 231-158-0 235-123-0 |
| Fabrication de textiles (travail dans la)                   |                      |                     |
| Nettoyage à sec (expositions professionnelles au)           |                      |                     |
| Pompiers (exposition professionnelle)                       |                      |                     |
| Poudre corporelle à base de talc (application périnéale de) | 14807-96-6           | 238-877-9           |
| Procédés d'impression (expositions professionnelles aux)    |                      |                     |